# اسقف‌نشین باستانی ناربون

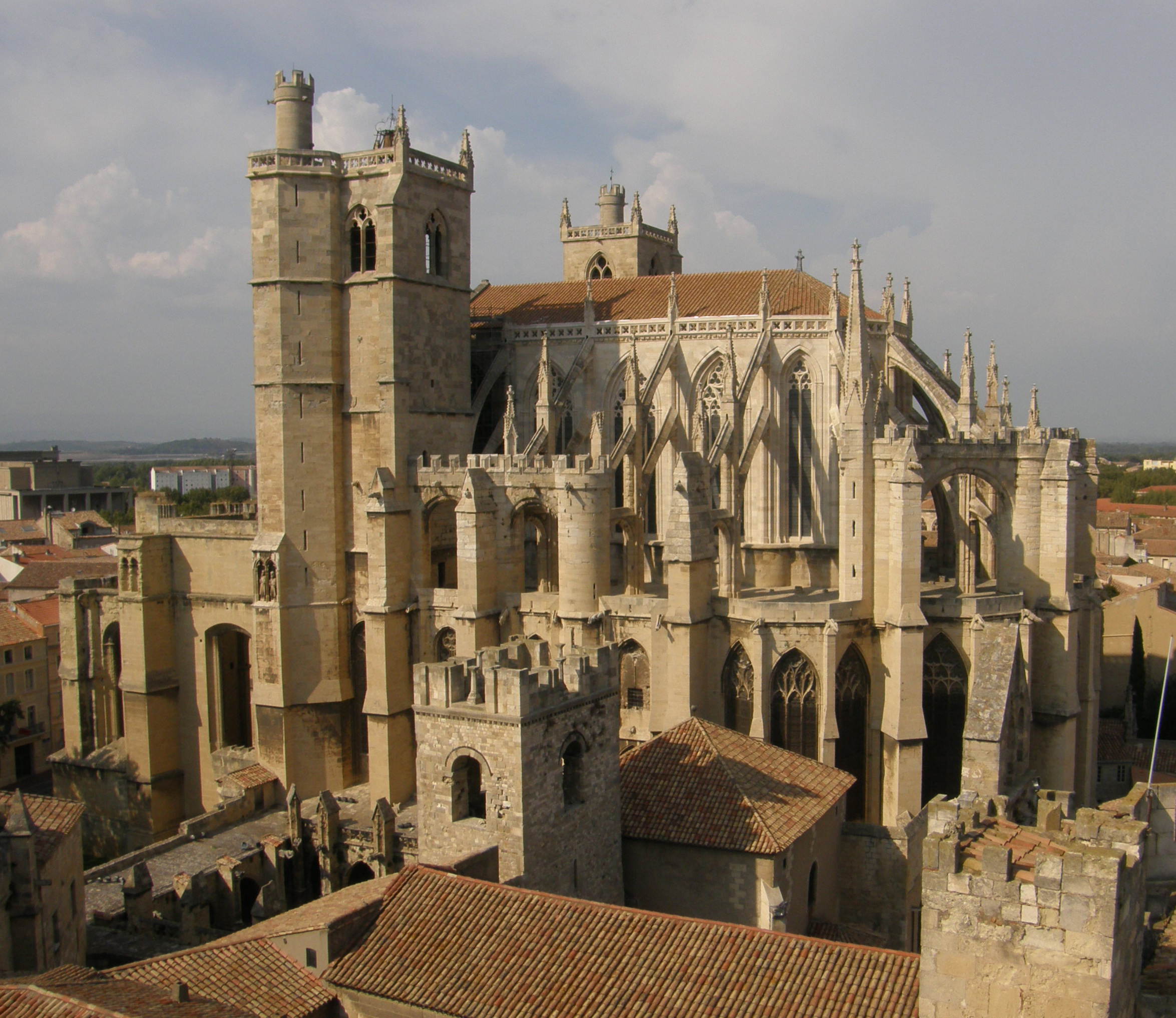
کلیسای جامع سنت جاست، ناربون

اسقف‌نشین باستانی ناربون یک کلیسای کاتولیک بود که از دوران اولیه مسیحیت تا انقلاب فرانسه وجود داشت. این محل یک اسقف نشین بود، که از سال ۴۴۵ مقر آن در ناربون قرار داشت و بر بسیاری از جنوب غربی فرانسه و کاتالونیا نفوذ کرده بود.
در طول انقلاب فرانسه، بر اساس قانون اساسی مدنی روحانیت، اسقف نشین ناربون با اسقف نشین‌های کارکاسون، آلت، سن پاپول و میریپوکس به اسقف جدید اود، با مقر آن در ناربون ترکیب شد. شامل ۵۶۵ محله بود. این بخشی از متروپل دو سود بود که شامل ده بخش بود.